# هاینکل وسپه
هاینکل وسپه (به انگلیسی: Heinkel Wespe) یک هواگرد ساختِ کارخانهٔ هاینکل در کشور آلمان است.